# Манторвил (Минесота)
Манторвил (енгл. Mantorville) град је у америчкој савезној држави Минесота.

## Демографија
По попису из 2010. године број становника је 1.197, што је 143 (13,6%) становника више него 2000. године.
| Група             | 2000.         | 2010.         |
| Белци             | 1.034 (98,1%) | 1.139 (95,2%) |
| Афроамериканци    | 0 (0,0%)      | 2 (0,2%)      |
| Азијати           | 2 (0,2%)      | 1 (0,1%)      |
| Хиспаноамериканци | 8 (0,8%)      | 33 (2,8%)     |
| Укупно            | 1.054         | 1.197         |